# Pedro Dulanto
Pedro Dulanto Monterola (Chancay, Departamento de Lima, 1889 - Lima, 19 de noviembre de 1952) fue un abogado y político peruano, rector de la Universidad de San Marcos.

## Biografía
Fueron sus padres Pedro H. Dulanto y Mercedes Monterola. Establecido en Lima, cursó estudios primarios y secundarios en el Colegio de la Inmaculada y los de educación superior en la Universidad de San Marcos (1906). Siendo estudiante, participó en la formación del Centro Universitario (1908), cuya presidencia ejerció al efectuarse en Lima el III Congreso Americano de Estudiantes, que lo designó vicepresidente (1912). Obtuvo sucesivamente los grados de Bachiller en Jurisprudencia, en Ciencias Políticas y Administrativas (1913) y en Letras (1920), y luego los de Doctor en Jurisprudencia, en Ciencias Políticas y Administrativas (1913-1914) y en Letras (1920).

### Labor docente
Incorporado a la docencia en la Facultad de Letras, sucedió en la cátedra de Historia de América a Felipe Barreda y Laos (1920), concurriendo a los congresos internacionales de la materia realizados en Río de Janeiro (1922) y Buenos Aires (1937), así como al Congreso Bolivariano en Panamá (1926). Asumió el decanato vacante de la Facultad de Letras (1945), y al crearse la Facultad de Educación, fue elegido su decano titular (1946) además ejerció la docencia en la cátedra de Metodología y Práctica de la Enseñanza de la Historia.
Producida la vacancia del Rectorado y del Vicerrectorado en octubre de 1948, asume interinamente, el Rectorado de la Universidad de San Marcos, en su condición de Decano Catedrático Titular más antiguo siendo elegido Rector titular de la Universidad en la Asamblea Universitaria del 22 de febrero de 1951.
Como Rector inicia una etapa de importantes realizaciones. Consiguió del gobierno la adjudicación del terreno para la construcción de la Ciudad Universitaria ubicado en la Avenida Arenales. Organizó los actos de celebración del IV centenario de la Universidad conmemoración que motivo un amplio y brillante programa de fiestas culturales que contó con la presencia de delegados rectores y profesores del extranjero. Se celebraron en homenaje a tal acontecimiento los Congresos Panamericanos de Educación Médica, Sudamericano de Química, Internacional de Filosofía, Internacional de Juristas, Internacional de Peruanistas, Panamericano de Medicina Veterinaria, Panamericano de Farmacia y de Ciencias Antropológicas eventos que contaron con la presencia de especialistas de renombre mundial. Se organizaron las exposiciones de reproducciones pictóricas y de retrospectiva de San Marcos. Con motivo de esta conmemoración se promovió un movimiento editorial de alta cultura y se publicaron la Historia de la Universidad obra que estuvo a cargo del historiador Luis Antonio Eguiguren y la Historia de la Medicina peruana del Dr. Juan B. Lastres, así como obras de catedráticos de las diferentes facultades de nuestra Universidad.

### Carrera política
Durante los gobiernos de Manuel Prado Ugarteche y José Luis Bustamante y Rivero, fue elegido y reelecto diputado por la provincia de Huallaga (1939-1948), presidiendo el grupo parlamentario que se ausentó de las sesiones para evitar las imposiciones de los congresistas apristas (1947-1948). Durante la dictadura de Manuel Odría, fue elegido senador por el departamento de San Martín (1950).

### Otras actividades
Asesor de la delegación jurídica peruana en el frustrado plebiscito en Tacna y Arica (1925), director del Museo Bolivariano (1926-1928), presidente de la Sociedad Bolivariana del Perú, y director del diario La Crónica (1930). Fue condecorado con la Orden de Alfonso X el Sabio de España (1951).
El Dr. Dulanto ha sido, en diversas oportunidades, Miembro del Consejo Nacional de Enseñanza, una de ellas, como Delegado de la Universidad.
Fue miembro de número de la Academia de Derecho y Ciencias Políticas del Perú y miembro fundador de la Sociedad Peruana de Derecho Internacional. Ha pertenecido a la junta directiva del Colegio de Abogados de Lima y asesor jurídico de la Delegación Jurídica del Perú en la zona plebiscitaria de Tacna y Arica.
Director del Museo Bolivariano y Presidente de la Sociedad Bolivariana del Perú. Fue miembro honorario del Instituto Sanmartiniano del Perú, de la Sociedad Bolivariana de Colombia y del Instituto Histórico de Brasil y miembro fundador del Centro de Estudios Históricos Militares del Perú
Doctor honoris causa de la Universidad de Fodham, Rector Honorario de la Universidad de Nicaragua, Miembro Honorario del Ateneo de Ciencias y Artes de México, doctor honoris causa de la Universidad del Estado de Veracruz en México. Ha sido Embajador de Chile en misión especial.
Condecorado con la Gran Cruz de la Orden del Sol del Perú, la Gran Cruz de Alfonso X el sabio y la Gran Cruz de la Orden al mérito de Chile.
Pedro Dulanto, fallece el 19 de noviembre de 1952, víctima de un síncope cardiaco, días antes el 13 de noviembre había renunciado irrevocablemente al rectorado de la Universidad. Fue enterrado en el Cementerio Presbítero Matías Maestro.

## Obras
- Apreciaciones sobre la injerencia de la ley en materia penal. Tesis de bachillerato en Jurisprudencia (1913).
- La educación y el factor económico. Tesis de bachillerato en Ciencias Políticas y Administrativas (1913).
- Apreciaciones acerca de los estudios económicos y políticos. Tesis doctoral en Ciencias Políticas y Administrativas (1913).
- Indicaciones acerca de las transformaciones del Derecho. Tesis doctoral en Jurisprudencia (1914).

| Predecesor: Sergio Bernales (interino) | Rector de la Universidad de San Marcos 1948-1953 | Sucesor: Mariano Iberico |